# Владо Мюллер
Владислав Мюллер известный, как Владо Мюллер (словац. Vlado Müller; 19 марта 1936, Братислава — 20 июня 1996, там же) — словацкий и чехословацкий актёр театра, кино и телевидения, предприниматель. Заслуженный артист Чехословакии (1979).

## Биография
В 1954 году окончил окончил профессиональные театральные курсы при Государственной Братиславской консерватории.
В 1954—1956 и 1958—1966 годах был актёром Регионального театра в Нитре.
В 1956—1958 годах — актёр Театра чехословацкой армии в Мартине.
В 1966—1990 годах — ведущий актёр братиславского театра «Новая сцена».
С 1990 года занимался бизнесом, был владельцем ресторанов и нескольких баров в Братиславе.
На театральной сцене создал десятки самобытных персонажей серьезного и комедийного характера.
Снимался в кино и на телевидении. Дебютировал как киноактёр в 1953 году. За свою творческую карьеру сыграл роли в более, чем 90 кино-, телефильмах и сериалах. Оказал большое влияние на чешское и словацкое кино, телевидение, выступал на радио, занимался дубляжем.
В 1990 году с ним случился несчастный случай, во время спектакля доски сцены прогнулись и он сломал бедро. После операции больше не вернулся на сцену и жил уединённо в своем коттедже. Позже у него был диагностирован рак, от которого он умер 20 июня 1996 года.

## Избранная фильмография
- 1953: Родная земля / Rodná zem
- 1960: На марше не всегда поют / Na pochode sa vždy nespieva — Липош
- 1960: Прерванная песня / Preference pieseň — немецкий офицер
- 1962: Белые облака / Bílá oblaka — командир партизан Козачук
- 1963: На веревке / Na laně — мастер
- 1963: Смерть зовётся Энгельхен / Smrt si řiká Engelchen — Николай, партизанский командир
- 1963: Переключатель  / Výhybka — Табачка
- 1964: Обвиняемый / Obžalovaný — Кудрна
- 1965: Да здравствует Республика! / Ať žije republika! — Отец Варжечек
- 1965: Колокола для босых / Zvony pre bosých — Андрей
- 1966: Мастер-палач / Majster kat — палач Эмиль Тарго
- 1966: Танго для медведя / Tango pre medveďa — поручик
- 1967: Возраст Христа / Kristove roky — Ондрей
- 1968: Три свидетеля / Traja svedkovia — Блажей
- 1968: Рождество с Алжбетой / Vánoce s Alžbetou — Губерт
- 1969: Гений / Génius — Петер Тобиаш
- 1969: Желание по имени Анада / Touha zvaná Anada — Мелихар
- 1970: Медная башня / Medená veža — поручик Пардек
- 1970: Нагота / Nahota — Томаш
- 1971: Вполне порядочные парни / Dosť dobrí chlapi — Марек Орбан
- 1971: Орлиное перо / Orlie pierko — поручик Пардек
- 1973: День солнцеворота / Deň slnovratu — инженер Райноха
- 1973: Дело красивой проститутки / Prípad krásnej nerestnice — Адам Галбавы
- 1973: Сердце на веревке / Srdce na lane — дядя
- 1974: К оружию, цыплята! / Do zbrane, kuruci! — Эмануэль Замутовски
- 1975: Лихорадка / Horúčka — Фиала
- 1975: Татуированный временем / Tetované časom — председатель JRD
- 1976: Один сребреник / Jeden stříbrný — ткач
- 1976: Солдаты свободы / Vojaci slobody — полковник Тальский
- 1978: Zhŕňajova nevesta (Zhŕňaj)
- 1979: Смерть на заказ / Smrť šitá na mieru — Альфред Блум
- 1980: Женитьба Карла / Karline manželstvá — Ондрей Худец
- 1980: Знак доблести / Signum laudis — капрал Адальберт Хоферик
- 1981: Три золотых волоска / Plavčík a Vratko — бедный угольщик
- 1981: Ночная птица / Vták nociar — писатель
- 1982: Самый большой шлакоблок в мире / Popolvár najväčší na svete — король Левослав
- 1982: Догадка / Tušenie — Мефод Катренчик
- 1983: Мертвые учат живых / Mŕtvi učia živých — Брезик
- 1983: Сказка об отважном кузнеце / O statečném kováři — кузнец, отец Микеша
- 1984: Любовь с запахом смолы / Láska s vůni pryskyřice — Франта Грубы
- 1985: О славе и её мимолетности / O sláve a tráve — Андрей, фотограф
- 1986: Калоши счастья / Galoše šťastia — ямщик
- 1986: Большое киноограбление / Velká filmová loupež — Хоферик